# روبرت ماغنوس
روبرت ماغنوس (بالإنجليزية: Robert Magnus)‏ هو ضابط أمريكي، ولد في 28 أبريل 1947 في بروكلين في الولايات المتحدة.